# Onychora mauretanicaria
Onychora mauretanicaria là một loài bướm đêm trong họ Geometridae.